# Opstand van Hamburg
De Opstand van Hamburg was een couppoging op 23 oktober 1923 die uitging van de Communistische Partij van Duitsland (KPD). Hierbij werden een twintigtal politiebureaus in Hamburg en omgeving bestormd. Vanuit militair oogpunt stelde de couppoging weinig voor. Door het uitblijven van steun uit de rest van Duitsland en de Sovjet-Unie werd het verzet binnen een dag gesmoord. Bij het oproer verloren rond de honderd mensen het leven.

## Achtergrond
De  eerste jaren van de Weimar-republiek, tussen 1919 en 1923, was een onrustige periode. Er was sprake van veel geweld tussen linkse en rechtse groepen. Rond 1923 verslechterd de economische situatie snel door de hyperinflatie. Daardoor groeide de steun voor de KPD. De bezetting van het Ruhrgebied door Frankrijk en België werkte als katalysator. In augustus 1923 was er een landelijke stakingsgolf gericht tegen de regering van rijkskanselier Wilhelm Cuno. Eind september riep de regering de noodtoestand uit.
Binnen de internationale communistische beweging was er verschil van mening wat de beste manier was om de macht te grijpen. Leon Trotski en andere invloedrijke leden van het politbureau van de Sovjet-Unie gaven de voorkeur aan een gewapende revolutie. KPD-leider Heinrich Brandler vond het daarvoor te vroeg. In de deelstaten Saksen en Thüringen maakte de KPD deel uit van de coalitieregering. Dit werd als mogelijkheid gezien om van binnenuit de macht te grijpen.

## Opstand
De exacte motieven om in opstand te komen van de Hamburgse KPD, die onder leiding stond van Hugo Urbahns en Hans Kippenberg, zijn nooit helemaal duidelijk geworden. Mogelijk hoopten zij dat na het begin van de opstand de eigen partijleiding gedwongen werd om tot actie over te gaan. Een andere verklaring is dat de landelijke KPD juist Hamburg zag als test voordat zij tot een landelijke opstand overging. Mocht het oproer tot niets leiden, dan kon de landelijke KPD makkelijk haar handen ervan af trekken.
Laat in de avond kreeg de militaire leiding van de KPD in Hamburg van het regionale partijleiderschap de opdracht om in actie te komen. Aan de rebellie deden in eerste instantie slechts dertienhonderd partijleden mee, hoewel bij de KPD in Hamburg veertienduizend mensen waren aangesloten. Aan het einde van de opstand hadden zo'n vijfduizend KPD-leden deelgenomen.
In de ochtend van 23 oktober bestormde de KPD zesentwintig politiebureaus. Agenten werden ontwapend. In Bad Oldesloe, Ahrensburg en Rahlstedt werden straten en spoorwegen geblokkeerd. In het stadje Bargteheide werden lokale overheidsfunctionarissen gearresteerd, terwijl KPD-functionarissen de Sovjet-republiek Stormarn uitriepen. 
Het grootste deel van de opstand was binnen een paar uur beëindigd. Alleen in de wijk Barmbek kreeg de KPD steun van de lokale bevolking, wat niet verwonderlijk was aangezien de KPD bij de vorige verkiezingen daar twintig procent van de stemmen had ontvangen. Tijdens de onlusten verloren bijna honderd mensen het leven: zeventien politiemannen, eenentwintig revolutionairen en eenenzestig omstanders. Het oproer leidde tot de arrestatie van veertienhonderd mensen, van wie er meer dan vierhonderd voor het gerecht verschenen.

## Nasleep
Het oproer vergrootte de kloof tussen de KPD en de SPD. De sociaaldemocraten weigerden nog langer samen te werken met de KPD en werkte haar tegen waar zij maar kon. De aversie tussen beide partijen maakte het voor de nazi's een stuk eenvoudiger om in februari 1933 te macht te grijpen en de rechtsstaat af te schaffen.
Binnen de KPD kreeg de opstand een legendarische status. Het werd het verhaal van de enkelingen die het opname tegen de macht. Het verlies werd geweten aan een gebrek aan partijdiscipline en centraal leiderschap. In de jaren daarna werd daar vol op ingezet.
Onder een groot deel van de Duitse middenklasse groeide de verdere angst voor een communistische staatsgreep. Dit droeg bij aan de groei van nationaal-rechtse partijen. De Duitse Nationale Volkspartij steeg bij de Rijksdagverkiezingen in 1924 van twaalf procent van de stemmen naar bijna twintig procent.